# 古賀慎明
古賀 慎明（こが まさあき、1965年6月11日 - ）は、中央競馬・美浦トレーニングセンターに所属している調教師。父は古賀一隆元調教師で、大おじ（父の伯父）に古賀嘉蔵元調教師、いとこおじ（父の従兄弟）に古賀正俊調教助手組合委員長と古賀俊次元騎手、祖父の従兄弟に古賀末喜元調教師、その娘婿に古賀史生調教師がいる。

## 来歴
1991年、9月にJRA競馬学校厩務員課程に入学する。
1992年、1月より美浦・飯塚好次厩舎所属の調教厩務員となり、4月より美浦・藤沢和雄厩舎所属の調教助手となる。
2005年、2月に調教師免許を取得する。
2006年、3月1日付けで厩舎を20馬房で開業する。ちなみに父は2月28日付けで定年で引退したため、現役の親子調教師にはなれなかった。同期開業には松永昌博調教師らがいる。3月4日、初出走となった中京競馬場での第6競走は、13番人気だったコメットサンサンが6着となる。3月11日に中山競馬場で行われたアネモネステークスでアサヒライジングが勝利し、のべ2戦目で初勝利を挙げる。
2006年、4月4日に船橋競馬場で行われたナイスステッキ特別にラッキーショウリが出走し、地方競馬初出走を果たし5着となる。7月2日にハリウッドパーク競馬場で行われたアメリカンオークスインビテーショナルステークスにアサヒライジングが出走し、日本国外の競走および国外GI初出走を果たし2着となる。
2007年、クイーンステークスをアサヒライジングが制し重賞初勝利を挙げる。
2010年、優駿牝馬をサンテミリオンが制しGI初制覇した（アパパネとの同着優勝）。6月19日の福島競馬場第9競走でJRA通算100勝を達成。
2013年の新潟ジャンプステークスをアサティスボーイで制し障害重賞初制覇、以降およそ5年重賞タイトルを獲れていなかったが2019年の愛知杯をワンブレスアウェイで制し、久しぶりの重賞制覇を達成した。

## 調教師成績
|            | 日付          | 競馬場・開催  | 競走名       | 馬名             | 頭数 | 人気 | 着順 |
| ---------- | ------------- | ------------- | ------------ | ---------------- | ---- | ---- | ---- |
| 初出走     | 2006年3月4日  | 1回中京1日6R  | 4歳上500万下 | コメットサンサン | 16頭 | 13   | 6着  |
| 初勝利     | 2006年3月11日 | 2回中山5日10R | アネモネS    | アサヒライジング | 16頭 | 1    | 1着  |
| 重賞初出走 | 2006年3月26日 | 3回中山2日11R | マーチS      | バアゼルキング   | 13頭 | 13   | 9着  |
| 重賞初勝利 | 2007年8月12日 | 1回札幌2日9R  | クイーンS    | アサヒライジング | 12頭 | 2    | 1着  |
| GI初出走   | 2006年4月9日  | 2回阪神6日11R | 桜花賞       | アサヒライジング | 18頭 | 9    | 4着  |
| GI初勝利   | 2010年5月23日 | 3回東京2日11R | 優駿牝馬     | サンテミリオン   | 18頭 | 5    | 1着  |

## 主な管理馬
※括弧内は当該馬の優勝重賞競走、太字はGI級競走。
- アサヒライジング（2006年アネモネステークス、アメリカンオークス2着、秋華賞2着、2007年ヴィクトリアマイル2着、クイーンステークス）
- レオマイスター（2008年ラジオNIKKEI賞）
- アーバニティ（2009年オーシャンステークス）
- サンテミリオン（2010年フローラステークス、優駿牝馬）
- アサティスボーイ（2013年新潟ジャンプステークス）
- ワンブレスアウェイ （2019年愛知杯）
- アガラス(2018年東京スポーツ杯2歳ステークス2着）

## 主な厩舎スタッフ
- 土谷智紀（騎手→調教助手）
- 大西貴久（調教厩務員→調教助手）
- 柄崎将寿（調教助手）
- 柴山雄一 (調教助手)